# 栃木県立小山城南高等学校
栃木県立小山城南高等学校（とちぎけんりつおやまじょうなんこうとうがっこう）は栃木県小山市西城南四丁目に所在する公立の高等学校。

## 設置学科
- 総合学科
  - 言語・社会系列
  - 自然科学系列
  - 生活・福祉系列
  - 健康科学系列
  - 芸術系列

## 沿革
- 1922年（大正11年）：小山女子実業補習学校として小山第二尋常小学校内に開設
- 1928年（昭和3年）：栃木県小山実践女学校と改称
- 1947年（昭和22年）：栃木県小山高等女学校と改称
- 1948年（昭和23年）：学制改革により小山女子高等学校と改称、現在地に移転
- 1949年（昭和24年）：男女共学制実施し小山城南高等学校と改称
- 1951年（昭和26年）：栃木県立小山城南高等学校と改称
- 1972年（昭和47年）：男子募集停止、衛生看護科設置
- 1996年（平成8年）：家政科募集停止
- 2002年（平成14年）：衛生看護科募集停止
- 2006年（平成18年）：女子普通科募集停止　男女共学の総合学科を新設

## 著名な出身者
- 義達祐未 - 東京在住女優・とちぎ未来大使(現在は会社経営、栃木県地域振興プロジェクトも数多く手がける)
- ゆっきー - 福岡在住ローカルタレント